# Gläntvargspindel
Gläntvargspindel (Pardosa riparia) är en spindelart som först beskrevs av Carl Ludwig Koch 1833.  Gläntvargspindel ingår i släktet Pardosa och familjen vargspindlar. Arten är reproducerande i Sverige. Inga underarter finns listade i Catalogue of Life.